# Georges Buysse

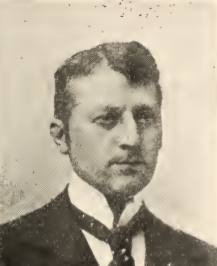
Georges Buysse in 1898

Léon-Georges Buysse (Gent, 1 februari 1864 – aldaar, 27 februari 1916) was een Vlaamse kunstschilder van het impressionisme en het luminisme.
Hij was een zoon van Augustin Buysse (Nevele, 1832 - Gent, 1920), grootindustrieel in katoen te Gent (Baertsoen & Buysse”) en Emma Hauff (1835-1865), afkomstig uit Beieren.
Hij huwde in 1887 met Marthe Baertsoen (1868-1958), zuster van kunstschilder Albert Baertsoen en dochter van de zakenvennoot van vader Buysse.
De familiale verwantschappen van Georges Buysse zijn merkwaardig: langs vaderszijde was hij een neef van de letterkundige Cyriel Buysse; langs moederszijde was hij verwant met de Duitse romantische dichter Wilhelm Hauff. Er was ook een nauwe familieband met de gezusters Rosalie Loveling en Virginie Loveling, beiden letterkundigen, en met prof. Julius Mac Leod.

## Levensloop

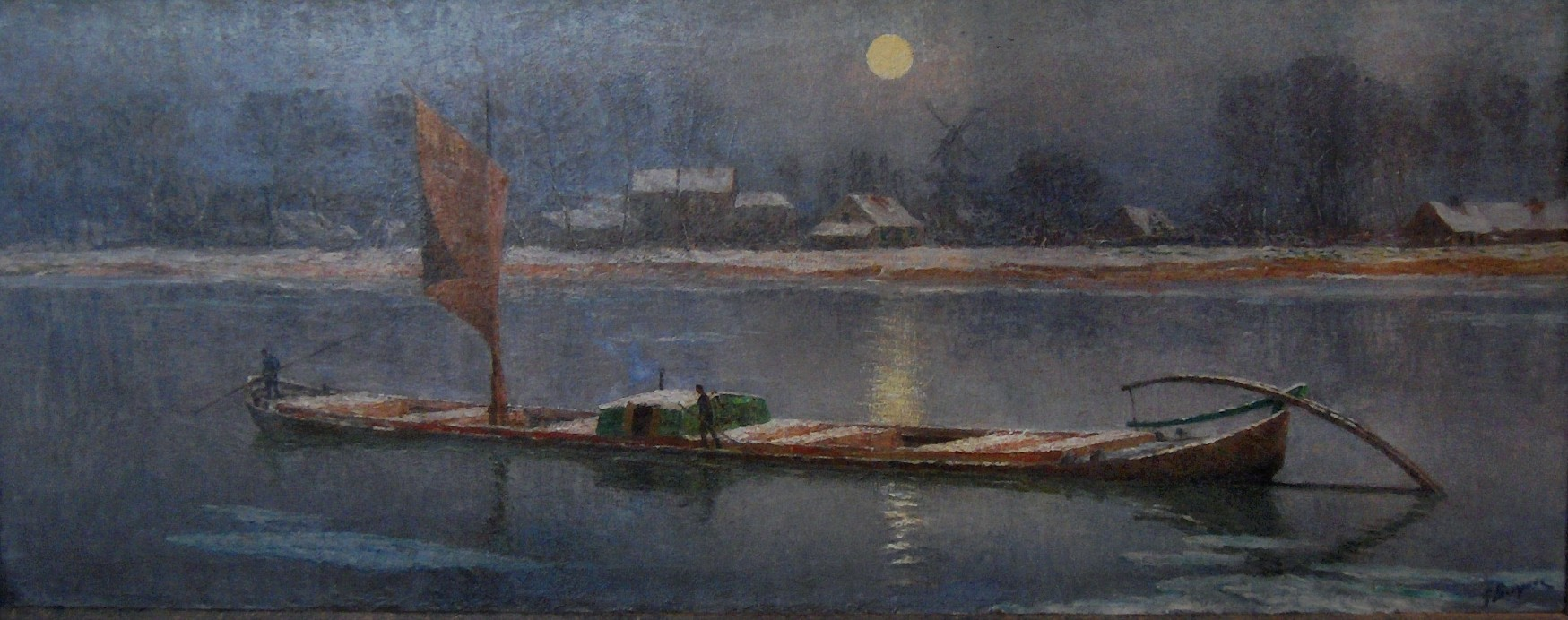
Kanaal Gent-Terneuzen in de winter
Museum van Deinze en de Leiestreek

### Vroege jaren als kunstenaar
Léon-Georges Buysse werd opgeleid voor dezelfde loopbaan in de textielindustrie als zijn vader. Daartoe werd hij op studie gestuurd naar katoenspinnerijen in Duitsland en Engeland. Hij nam het directeurschap van de ouderlijke firma waar vanaf de ziekte van zijn vader. Na zijn huwelijk kreeg hij de leiding definitief toevertrouwd.
In zijn vrije tijd was Buysse actief als een gedreven beeldend kunstenaar. Hij volgde lessen bij de gereputeerde Gentse schilder Louis Tytgadt en bezocht ook veel musea. Emile Claus, die tot zijn vriendenkring behoorde, gaf hem als vriend ook heel wat praktische wenken mee.
Aanvankelijk nam Buysse niet deel aan tentoonstellingen. Hij zou pas in 1894 naar buiten treden als kunstschilder, daartoe aangezet door zijn vrienden, o.a. Claus. Hij deed dat met twee “sneeuweffecten” in het Salon 1894 van de “Société Nationale des Beaux-Arts” in Parijs. Voorlopig stelde hij enkel in het buitenland tentoon: Parijs, Venetië, Barcelona, Londen, Berlijn, Verenigde Staten… Pas vanaf 1900 deed hij dat in eigen land.
Hij stelde tentoon in salons van “La Libre Esthétique” in Brussel, in deze van de Gentse en van de Brusselse kunstkringen. Zijn thematiek bestond uit landschappen en Gentse stadsgezichten, alsook gezichten op tuinen van riante buitenverblijven in het Gentse.

### Ziekte
Van 1899 af leed hij aan een ziekte waarvoor nooit een duidelijke diagnose werd gesteld. Samen met Emile Claus trok hij voor enkele maanden naar Zuid-Frankrijk en Noord-Italië voor een rustkuur. Hij bezocht de buurt van Nice (Saint-Jean-Cap-Ferrat, Villefranche) alwaar heel wat zonnige pastels ontstonden.

### Wondelgem
Buysse vestigde zich in 1900 te Wondelgem, in een prachtig landhuis “Ter Vaert” waarvoor de befaamde art-nouveauarchitect Paul Hankar plannen had getekend. Hij had er een uitzicht op het Kanaal Gent-Terneuzen. Dat kanaal en de scheepvaart erop –en dit in alle jaargetijden en klimatologische omstandigheden- zou nu een allesoverheersende rol gaan spelen in zijn werk.

### Vie et Lumière
Buysse was in 1904 te Brussel medestichter van de kring “Vie et Lumière”, een kring die luministische kunstschilders groepeerde. Dit waren o.a. Anna Boch, William Degouve de Nuncques, James Ensor, Adrien-Joseph Heymans, Georges Lemmen, Emile Claus, Jenny Montigny, Anna De Weert, Edmond Verstraeten, Aloïs De Laet, Georges Morren, Willem Paerels, Rodolphe De Saegher en Alfred Hazledine.
Na 1910 kon hij nog maar amper werken wegens ziekte. Bij het uitbreken van de Eerste Wereldoorlog week hij uit naar Engeland, al was hij toen reeds ernstig ziek. Hij keerde echter al spoedig terug via Nederland en overleed te Gent in 1916. In haar "Oorlogsdagboeken 1914-1918" geeft Virginie Loveling een pakkende impressie van de lijkstoet van de geprezen Vlaamse schilder.

## Oeuvre

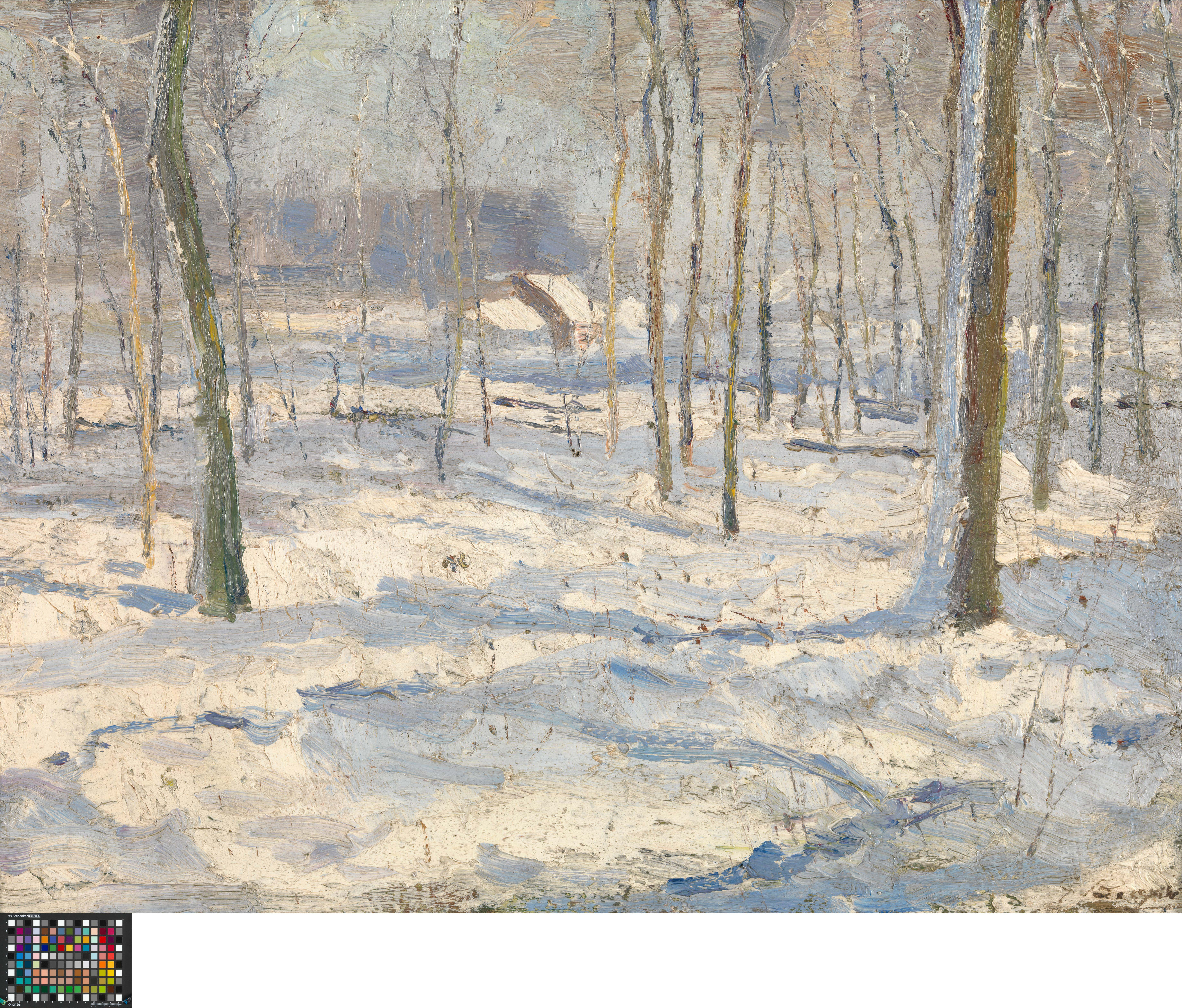
Winterlandschap (schets)

Zijn vroegste werk was realistisch tot pre-impressionistisch van stijl en hoofdzakelijk somber van coloriet. Het sloot qua thematiek en sfeer nogal aan bij het werk van zijn schoonbroer Albert Baertsoen. Zijn palet werd - vooral onder invloed van Emile Claus en de zuiderzon die hij tijdens een reis naar Zuid-Frankrijk ontdekte - helder en hij nam stilaan meer impressionistische en luministische stijlkenmerken over.
Door zijn lidmaatschap van “Vie et Lumière” onderschreef hij ten volle het luminisme – met het uitbundig benadrukken van licht en lichteffecten in de schilderkunst - als belangrijk exponent van de evolutie die het impressionisme toen volop doormaakte. Andere kunstenaars vonden dit luminisme oppervlakkig en gingen over naar een meer gedurfd, sterk van de realiteit afwijkend kleurgebruik en begonnen ook met vormveranderingen: het fauvisme.

## Tentoonstellingen
- Salon 1897, Parijs: “De Houtlei te Gent. Winter” en “Het kanaal. Dooi”
- Salon 1898, Venetië: “Kerkwegel”
- Salon 1902, Gent: “Maansopgang boven het kanaal”, “De kerk te Wondelgem”, “Het rode zeil”
- Salon 1906, Gent “Na het onweer”, “Zonsopgang op het water”
- Berlijn, Ausstellung Belgischer Kunst, 1908 : “Sneeuwbui bij de vaart”
- In december 1903 had hij een individuele tentoonstelling in de Gentse Kunst- en Letterkring
- in 1907 was er in de Brusselse Cercle Artistique et Littéraire een dubbeltentoonstelling Buysse – Anna Boch.
- Buysse werd meerdere keren geselecteerd voor de Belgische inzending naar de Biënnale van Venetië: 1899, 1901, 1903, 1905, 1907 en 1909.
- In 1922 was er te Gent een retrospectieve.

## Musea en openbare verzamelingen
- Antwerpen, Koninklijk Museum voor Schone Kunsten
- Brussel, Koninklijke Musea voor Schone Kunsten van België
- Brussel, Museum van Elsene
- Deinze, Museum van Deinze en de Leiestreek
- Gent, Museum voor Schone Kunsten
- Kortrijk, Stedelijke Musea
- Luik, M.A.M.A.C
- Parijs, Musée d'Orsay (voorheen Musée National d’Art Moderne; van 1977 tot opening Musée d’Orsay: Musée du Louvre)
- Provincie Oost-Vlaanderen
- Spanje, verzameling van de Spaanse Staat
- Barcelona, Museu Nacional d'Art de Catalunya